# Forces spéciales de la direction principale de l'état-major général des forces armées russes
Les Forces spéciales de la direction principale de l'état-major général des forces armées russes (russe : Части и подразделения специального назначения (спецназ) Главного управления Генерального штаба Вооружённых сил Российской Федерации (СпН ГУ ГШ ВС РФ)), communément appelée Spetsnaz GU ou Spetsnaz du GRU, sont les forces spéciales (spetsnaz) du GRU, le service de renseignement militaire des forces armées de la fédération de Russie.
Ces forces sont distinctes des forces d'opérations spéciales (SSO).

## Histoire

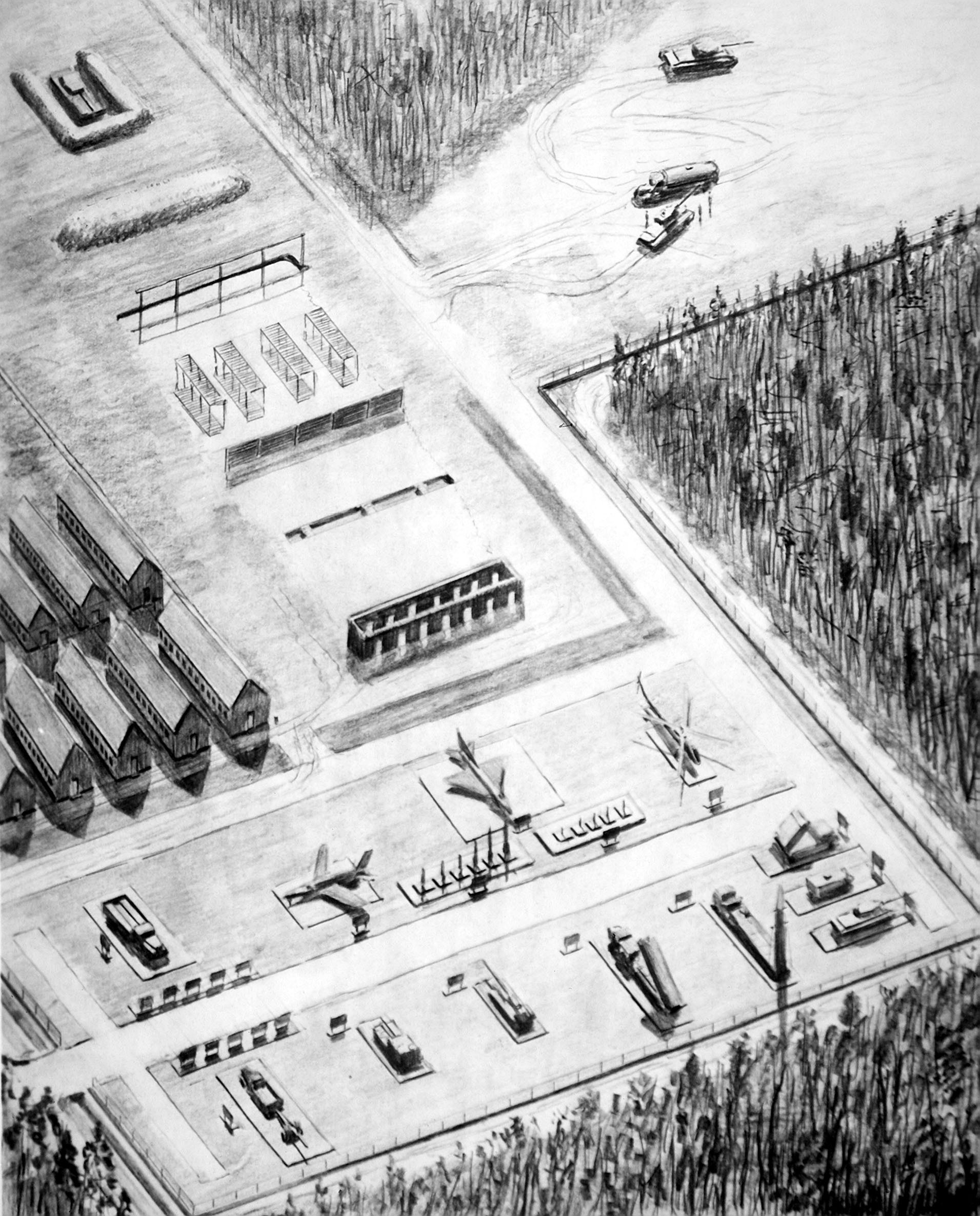
Pendant la guerre froide, les installations des brigades spetsnaz avaient des maquettes grandeur nature de systèmes d'armes occidentaux, tels que les missiles nucléaires Pershing et Lance, pour former les soldats à leur sabotage.

L'expérience de l'armée soviétique en matière d'unités de reconnaissance et de sabotages derrière les lignes adverses remonte au groupe d'Ilya Starinov (surnommé le grand-père des spetsnaz) durant la guerre d'Espagne. Des unités similaires sont ensuite utilisées pendant la guerre d'Hiver puis la Seconde Guerre mondiale.
Mais l'utilisation du terme spetsnaz nait au début de la guerre froide. Dans les années 1950, les forces américaines mettent en service des armes nucléaires tactiques comme les missiles sol-sol Honest John et Little John. N'ayant pas alors d'équivalent, l'armée soviétique crée des forces spéciales, les compagnies spetsnaz, chargées de rechercher et détruire ces armes jusqu'à 200 km de profondeur dans le dispositif adverse.
En raison de l'augmentation de portée des armes américaines, des bataillons spetsnaz sont ensuite créés, puis, à la suite de l'arrivée des missiles Lance, Sergeant et Pershing, des brigades spetsnaz sont établies en 1962, qui gardent comme missions secondaires les tâches de reconnaissance et sabotage contre d'autres objectifs.
Le terme spetsnaz n'est cependant pas alors sans ambigüité car il est utilisé pour désigner diverses formations, y compris des unités expérimentales ou de nature temporaire, ou des unités spécialisées,.
Dans les années 1980, les médias occidentaux ont publié une vision souvent sensationnaliste des spetsnaz, les imaginant par exemple infiltrés à l'Ouest sous couverture pour reconnaître leurs cibles. En réalité, les unités spetsnaz étaient essentiellement formées de conscrits faisant leur service militaire et n'ayant guère le niveau nécessaire en langues étrangères pour un tel scénario.
En 1974, un manuel de l'armée soviétique stipule qu'un district militaire frontalier, un groupe de forces ou un front a une brigade spetsnaz, et que chaque armée interarmes ou de chars a une compagnie spetsnaz. 
Selon des cours de l'académie de l'état-major soviétique de 1985, les districts militaires et fronts ont toujours, sous les ordres du 3e département de leur direction du renseignement, une brigade spetsnaz qui peut s'infiltrer dans la profondeur d'opération d'un front, soit 1000km. Ces brigades spetsnaz n'ont cependant pas de moyens d'infiltration organiques, et l'aviation de transport militaire n'a pas les moyens d'infiltrer tous les agents et groupes spetsnaz désirés. Les spetsnaz maîtrisent la chute opérationnelle avec dérive sous voile. Les flottes ont également une brigade spetsnaz. Les armées ont désormais un bataillon spetsnaz devant agir jusqu'à 400 km derrière les lignes ennemies, tandis que les corps d'armée ont une compagnie spetsnaz.

### La guerre d'Afghanistan
En 1979, un bataillon spetsnaz constitué de recrues originaires des républiques de l'URSS d'Asie Centrale est créé spécifiquement pour servir en Afghanistan, c'est le 154e bataillon spetsnaz, dit « bataillon musulman ». Ce bataillon est déployé à Kaboul en uniformes afghans et renforce la protection du palais du président afghan Hafizullah Amin. Mais le pouvoir soviétique a décidé de renverser Amin, et le 27 décembre 1979 le bataillon appuie les unités spéciales Zenit et Grom du KGB lors de l'opération Chtorm-333 qui voit la prise du palais et l'assassinat d'Amin. 

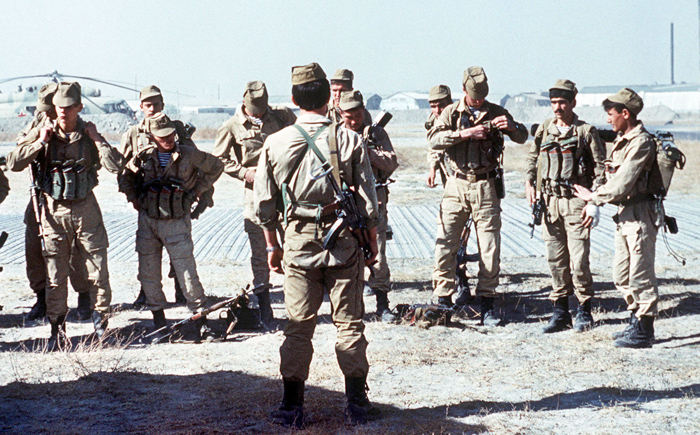
Spetsnaz soviétiques en Afghanistan en 1988.

En 1981, deux bataillons spetsnaz sont à nouveau déployés dans la guerre d'Afghanistan, en plus de la compagnie spetsnaz de la 40e armée. Comme pour les autres unités soviétiques, l'Armée rouge ne sait pas bien les employer contre l'insurrection et les spetsnaz apprennent de manière empirique. Vers 1984, la stratégie soviétique en Afghanistan est révisée et huit bataillons spetsnaz sont déployés dans des garnisons de Lashkar Gah à Assadâbâd, avec pour mission d'interdire les caravanes logistiques des moudjahidines venant du Pakistan. Les spetsnaz montent des embuscades, des patrouilles et des raids sur des bases logistiques. Ils obtiennent des résultats, mais l'état-major soviétique estime n'intercepter que 15% des caravanes qui passent la frontière. Les bataillons spetsnaz sont retirés du pays avec le repli de l'armée soviétique en 1989. 

## Recrutement et entraînement
La sélection des Spetsnaz est extrêmement rude et difficile. Un grand accent est porté sur l'aguerrissement et la rusticité des troupes, à savoir leur capacité d'adaptation en milieu hostile.
Néanmoins, les matières enseignées aux Spetsnaz sont globalement communes avec celles de leurs homologues d'Europe de l'Ouest, à savoir :
- manipulation d'armes, y compris l'utilisation d'armes étrangères et l'adresse au tir ;
- santé physique avec un accent sur la résistance et la force ;
- cheminement, patrouilles, camouflage, et techniques de surveillance, y compris la survie dans une grande variété d'environnements hostiles ;
- combat au corps à corps, à mains nues et avec des couteaux ou des pelles de tranchée (en arme de poing ou au lancé). Voir Sambo et Systema ;
- sabotage et démolition d'objectifs stratégiques vitaux pour l'ennemi ;
- techniques d'interrogatoire : cette formation est fortement décriée car elle comporte également l'apprentissage de techniques de torture ;
- formation aux langues étrangères : donnée à l'université de Moscou, elle a pour but d'apprendre aux Spetsnaz les bases de certaines langues étrangères comme l'anglais, le français, mais également certaines langues d'Asie mineure et du Moyen-Orient.

## Armements et équipements
- L'armement des Spetsnaz est toujours fondé sur le système Kalachnikov : Le fusil d'assaut AK-74 et ses variantes modernisées à crosse pliable AK-74M, et compacte AKS-74U mais on trouve également les fusils d'assaut SR-3, 9A-91 ou le fusil d'assaut silencieux AS Val chambrant les cartouches SP-5, SP-6 et PAB-9 de calibre 9 × 39 mm. Est également disponible le AN-94 Abakan destiné à l'origine à remplacer un jour les AK-47 mais aussi les AK-10x.

- Du côté des fusils de précision : les célèbres SVD et SVU ainsi que les fusils dits antimatériels OSV-96 et KSVK, tous deux tirant la cartouche de 12,7 × 108 mm et les trois modèles silencieux destinés au combat urbain et en milieux clos : VSK-94, VSS Vintorez et VKS Vyhlop. Les deux premiers de calibre 9 × 39 mm et le dernier de 12,7 mm.

- On trouve également les mitrailleuses légères RPK, PKM et Petcheneg, le lance-grenades monocoup pour fusil d'assaut est le BG-15 tandis que les modèles automatiques restent les très connus RG-6, AGS 17 et AGS-30.

- Pistolets-mitrailleurs Vikhr, SR-2, Bizon, PP-90, PP-93 (en), pistolets semi-automatiques GSh-18 (en) et SR-1 Vektor, fusil mitrailleur 6P41 de 100 balles.

- Les Spetsnaz des unités maritimes possèdent deux armes : le fusil d'assaut aquatique APS et le pistolet aquatique SPP-1 (en). Le premier tire des fléchettes en acier de 5,66 millimètres de calibre et longues de 120 mm. Cette arme peut tirer au coup par coup ou par rafales. Le chargeur contient 26 fléchettes. Le SSP-1 est un pistolet tirant également des fléchettes.

- Moto électrique IZH-SM1[12].

## Grandes unités
- Dépendant du district militaire ouest :
  - la 2e brigade des forces spéciales de la Garde, unité n° 64044, à Promejitsi (ru) dans l'oblast de Pskov ;
  - la 16e brigade des forces spéciales de la Garde, no 54607, à Tambov ;
  - la 45e brigade des forces spéciales de la Garde, no 28337, à Koubinka dans l'oblast de Moscou ;
- district militaire sud :
  - la 22e brigade des forces spéciales de la Garde, no 71521, à Stepnoï (ru) dans l'oblast de Rostov ;
  - la 10e brigade des forces spéciales[14], no 65564, à Molkine près de Krasnodar ;
- district militaire central :
  - la 3e brigade des forces spéciales de la Garde, no 21208, à Togliatti dans l'oblast de Samara ;
  - la 24e brigade des forces spéciales de la Garde, no 55433, à Novossibirsk ;
- district militaire est :
  - la 14e brigade des forces spéciales de la Garde, no 74854, à Oussouriïsk dans le kraï du Primorié.